# Ca n'Abadals
Ca n'Abadals és una obra de Castellbell i el Vilar (Bages) protegida com a Bé Cultural d'Interès Local.

## Descripció
Masia situada entre la carretera C-55 i la línia del ferrocarril. Es tracta d'una construcció que ha sofert diverses reformes al llarg dels segles, que han suposat l'ampliació del volum originari, creant així diversos volums annexos. Cal destacar l'acabat actual arrebossat i emblanquinat, amb les obertures originàries emmarcades amb pedra.

## Història
Masia documentada, per primer cop, l'any 1328.